# Vindelälven-Juhttátahkka
Vindelälven-Juhttátahkka är ett biosfärområde i Sverige. Med en yta på 13 294 kvadratkilometer, är det ett av världens största biosfärområden. Området sträcker sig från gränsen till Norge och följer Vindelälvens utbredning i omkring 500 kilometer, innan den rinner ut i Ume älv. Juhtatdahka är umesamiska för flyttled, och syftar på hur viktig älvdalen är för renskötsel.
Landskapet i biosfärområdet präglas av fjäll, myrar, skog, stadsmiljö och samhällen. Det präglas av en kombination av svenskt och samiskt kulturarv.

## Geografi
Biosfärområdet består av Vindelälvens avrinningsområde, där bland annat Laisdalens fjällurskog, nedre Umeälven och trakten kring Tavelsjö och Hissjö ingår. Det sträcker sig från Laisälvens flöde i fjällen mot kusten i Umeå. Med en total omfattning på 13 294 kvadratkilometer, eller 1,3 miljoner hektar, är biosfärområdet ett av världens största. Det är också ett av världens nordligast belägna biosfärområden. Omkring 100 000 personer bor i området, som består av kommunerna Arjeplog, Sorsele, Lycksele, Vindeln, Vännäs och Umeå.
34% av biosfärområdet täcks av skyddad natur, med en rik biologisk mångfald.

## Fokusområden
Biosfärområde Vindelälven-Juhttátahkka har ett centralt fokus på hållbart fiske, bland annat med studier av hur fiskbeståndet förvaltas i fjällsjöar. Dessutom är kulturell mångfald viktigt, genom kombinationen av det samiska och det svenska kulturarvet i området. Man har listat följande punkter som viktiga fokusområden:
- Kulturell mångfald
- Hållbart fiske
- Levande landskap
- Besöksnäring och friluftsliv för alla
- Starkt lokalsamhälle
- Framgångsrik renskötsel

## Tillblivelse
2013 inleddes arbetet med att bli ett biosfärområde. En förstudie genomfördes mellan 2013 och 2014, för att utreda förutsättningarna för att bli ett biosfärområde. Kandidaturperioden för att bli ett biosfärområde pågick därefter mellan 2015 och 2017. I den processen ingick bland annat att skapa en styrelse för området, med bland annat representanter från Länsstyrelsen i Västerbottens län, samebyar, kommuner, och andra civilsamhällesorganisationer. Vindelälven-Juhttátahkka godkändes av Unesco som biosfärområde 19 juni 2019, under samma möte som Voxnadalen godkändes. Därmed utökades antalet biosfärområden i Sverige till 7 stycken, som sammantaget utgör 7 procent av Sveriges yta. 4% av Sveriges befolkning bor likaledes i ett biosfärområde.
I samband med utnämnandet konstaterade Sveriges miljöminister Isabella Lövin:
| ”                | De lokala samhällenas ansvar och människors aktiva deltagande är framgångsrecept för bevarande och hållbart nyttjande av natur- och kulturresurser. Att Unesco nu utnämner två nya svenska biosfärområden är ett erkännande för de år av lokalt arbete och engagemang som många människor har lagt ner för att stärka en hållbar lokal och regional utveckling | „ |
| – Isabella Lövin | |   |

Biosfärområdet invigdes 17 augusti 2019, av bland annat Lena Sommestad, Svenska Unescorådets ordförande.